# ハート記念賞
ハート記念賞（Hart Memorial Trophy、別名ハート・トロフィー）は、NHLのシーズン最優秀選手に授与される賞である。これまでに61人に対して合計99回表彰されている。

## 概要

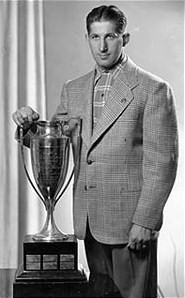
1945年に受賞したElmer Lach

名前の由来であるデイビッド・ハート（モントリオール・カナディアンズの監督、GMを務めたセシル・ハート）から寄贈されたトロフィーである。第1回は1923-1924シーズン、オタワ・セネターズのフランク・ナイボルが受賞した。当初ハート賞（Hart Trophy）と呼ばれたオリジナルのトロフィーは1960年まで使用された。
歴代最多受賞者はウェイン・グレツキーの8年連続を含む9回でこれは他の北米4大プロスポーツリーグ、MLB（バリー・ボンズが7回）、NFL、NBAを併せても史上最多である。またハート記念賞を2チーム以上で受賞したのはグレツキーとマーク・メシエだけである。1990年にメシエはレイモンド・ボークと比べて1位票の差、わずか2票で受賞している。
所属チーム別ではモントリオール・カナディアンズが16回、ボストン・ブルーインズが12回、デトロイト・レッドウィングス、エドモントン・オイラーズが9回となっている。ジョー・ソーントンは2005-2006シーズン中、ボストン・ブルーインズからサンノゼ・シャークスへ移籍したが、ハート記念賞受賞者の中でシーズン中移籍したものが選出されたのは初めてのことであった。
受賞者のうちトミー・アンダーソン、アル・ロリンズ、エリック・リンドロスを除いた引退選手はいずれもホッケーの殿堂入りを果たしている。
現在の選出方法はProfessional Hockey Writers Associationのメンバーにより1位10点、2位7点、3位5点、4位3点、5位1点で投票され上位3名がファイナリストとなり、プレーオフ終了後3名の表彰及び受賞者へトロフィーが授与されることとなっている。2001-2002シーズンにはホセ・テオドレとジャローム・イギンラの2人が同点であったが1位票86票を得たテオドレが1位票82票であったイギンラを抑えて受賞した。

## 受賞者

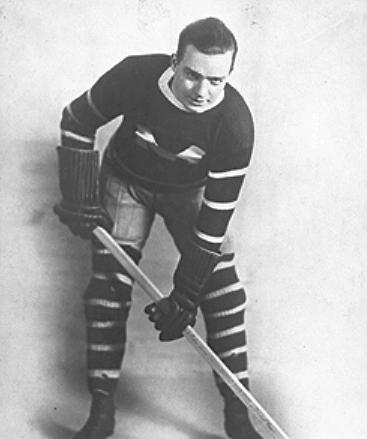
ネルス・スチュワート, 2回受賞

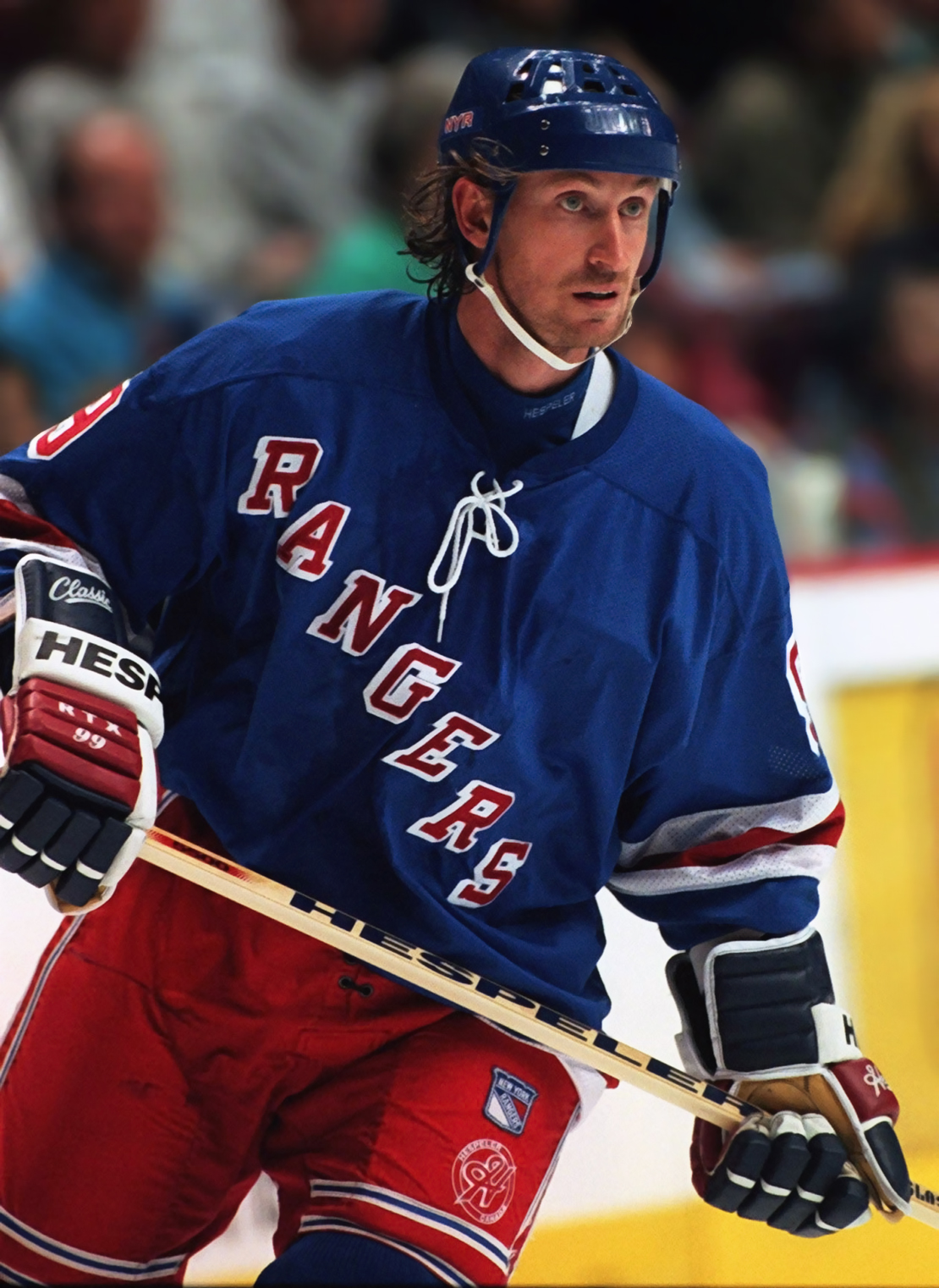
ウェイン・グレツキー, 9回受賞

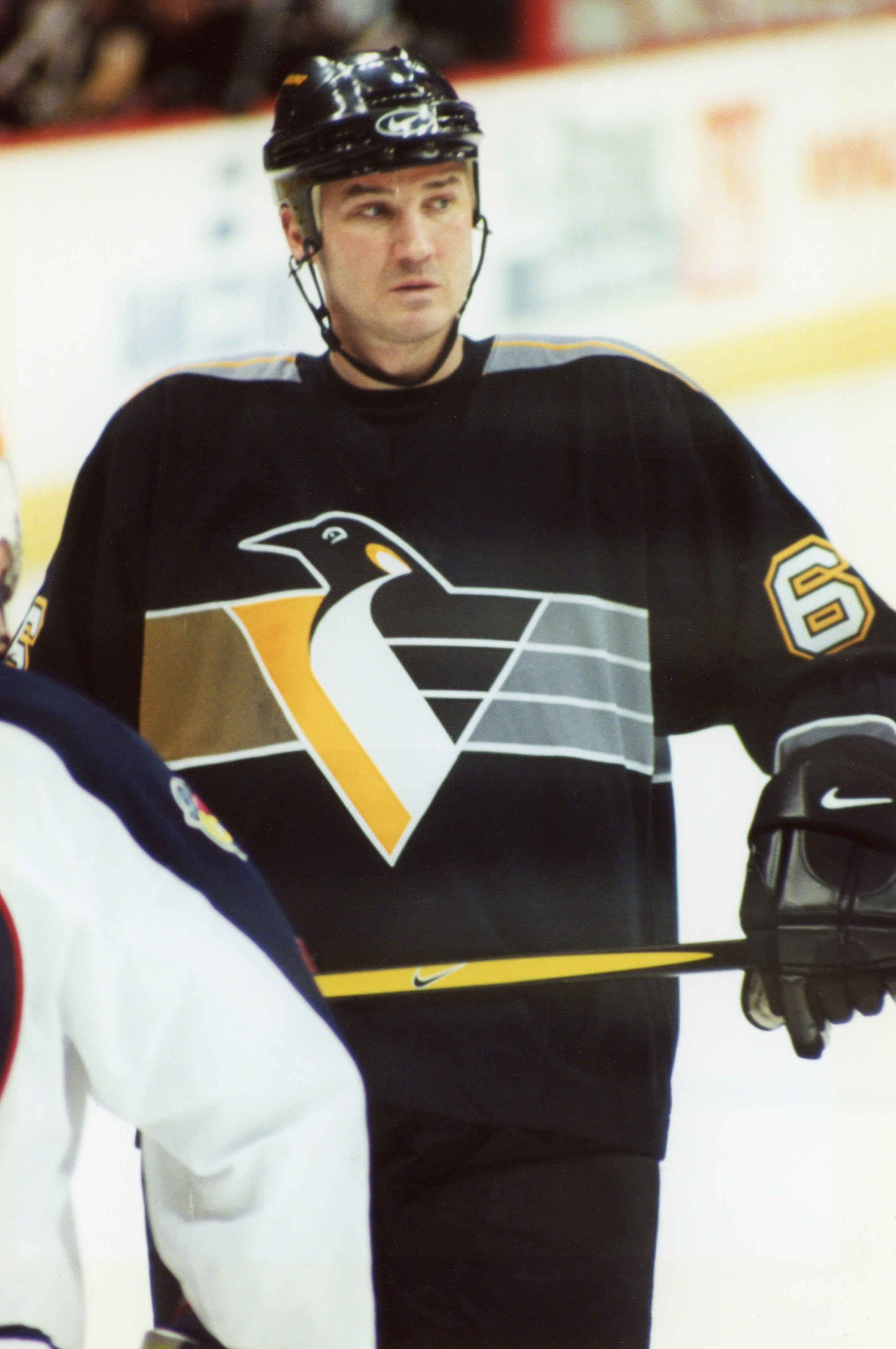
マリオ・ルミュー, 3回受賞

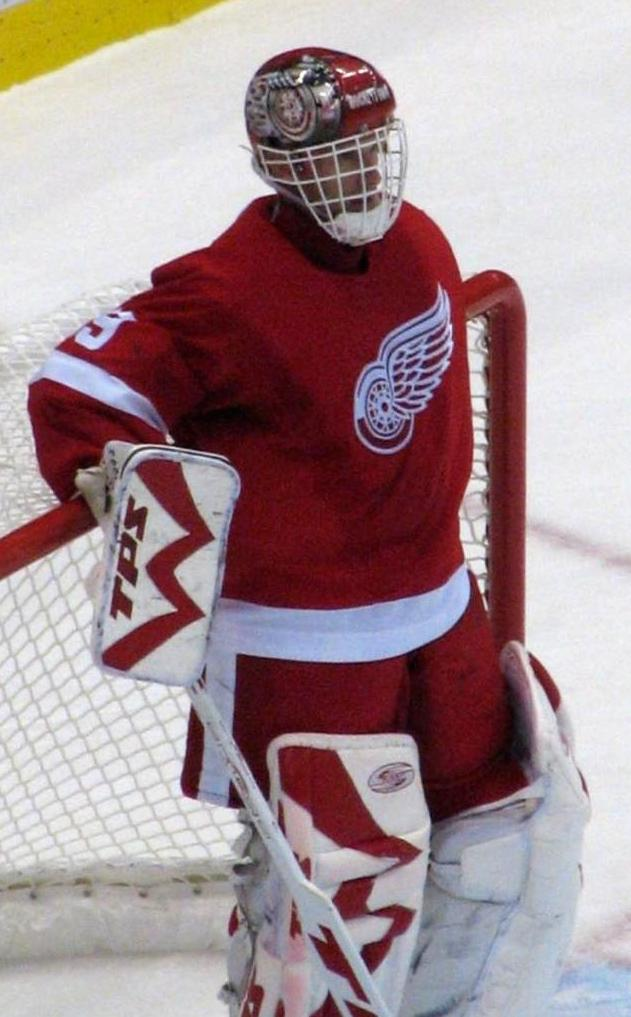
ドミニク・ハシェック, 2回受賞

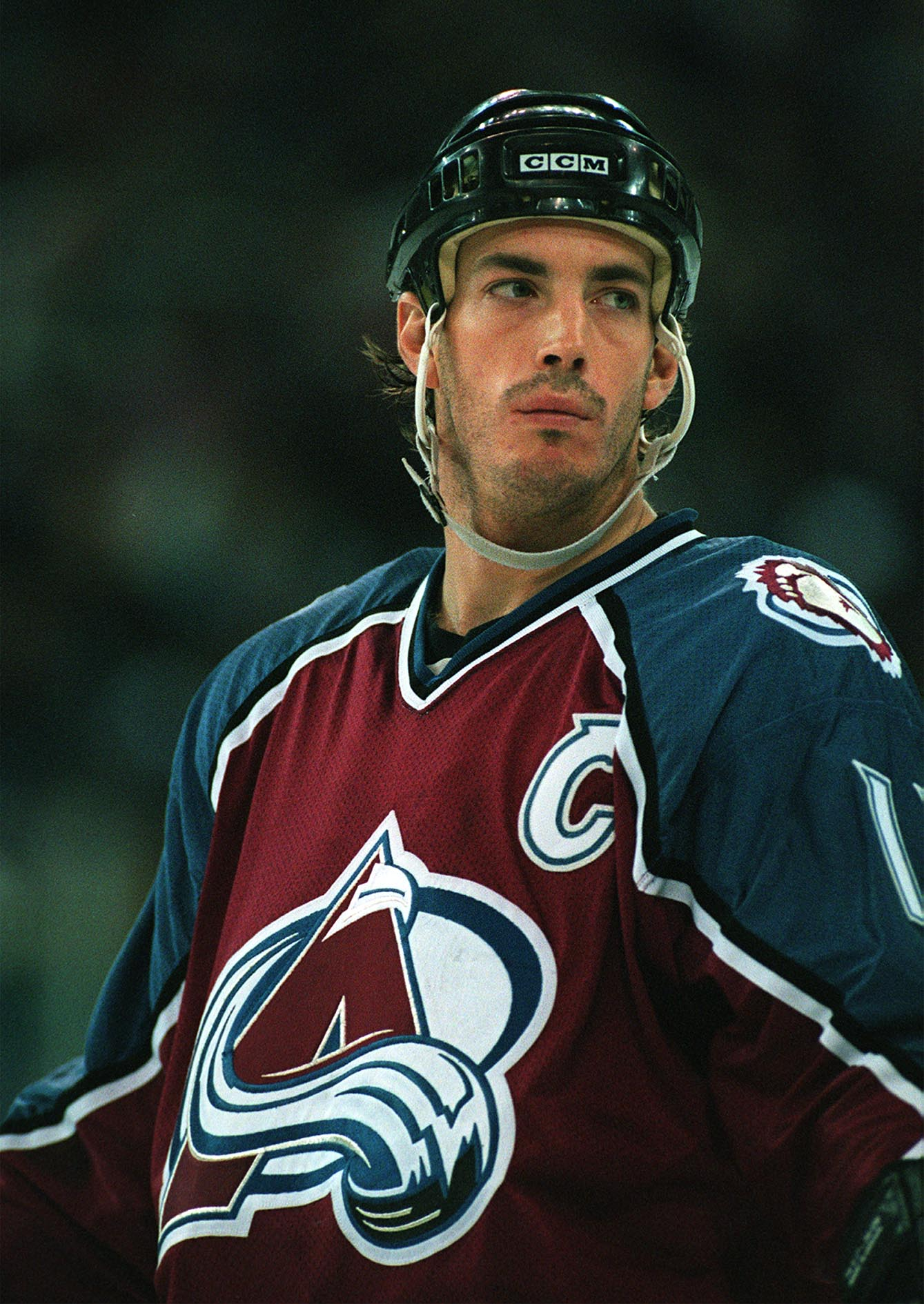
ジョー・サキック, 1回受賞

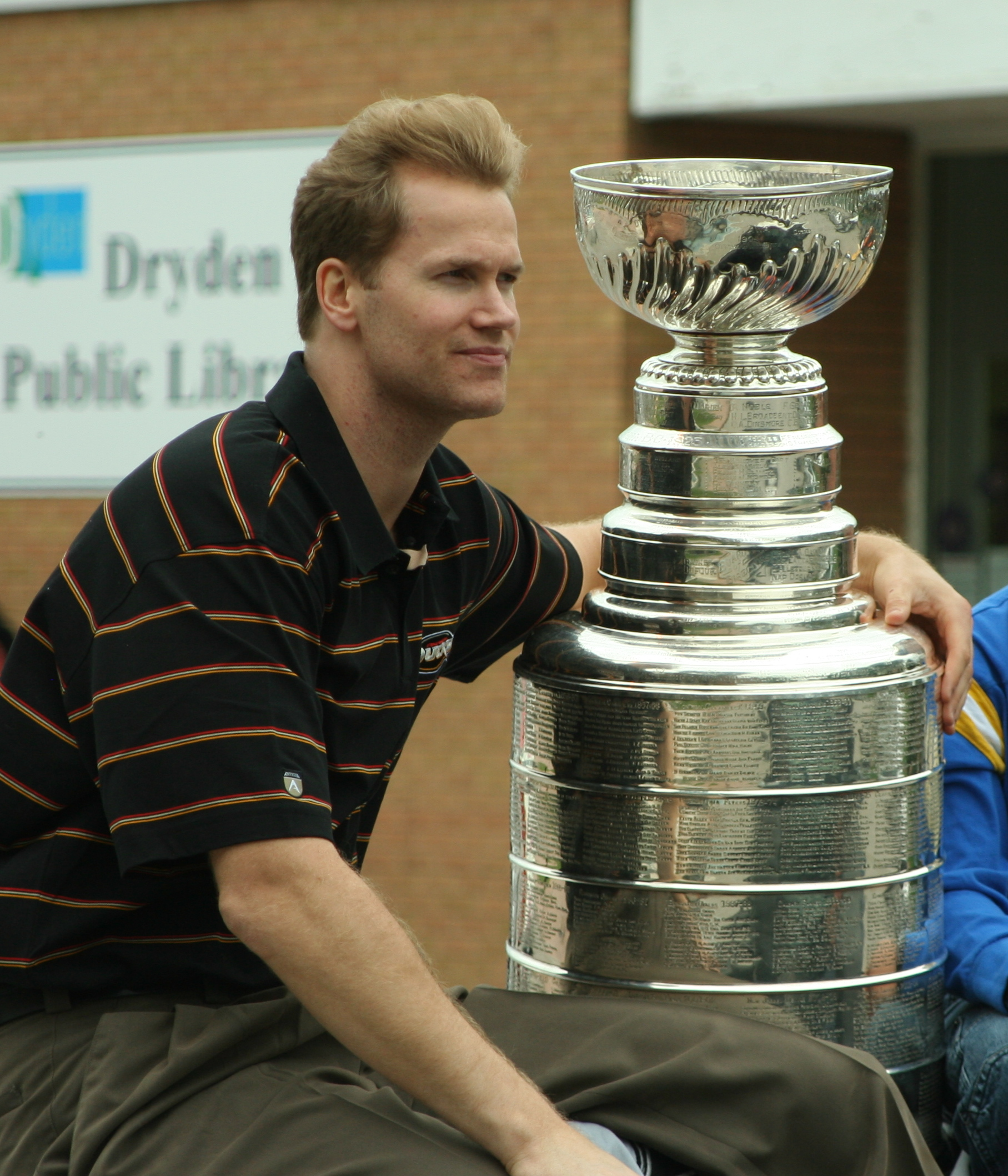
クリス・プロンガー, 1回受賞

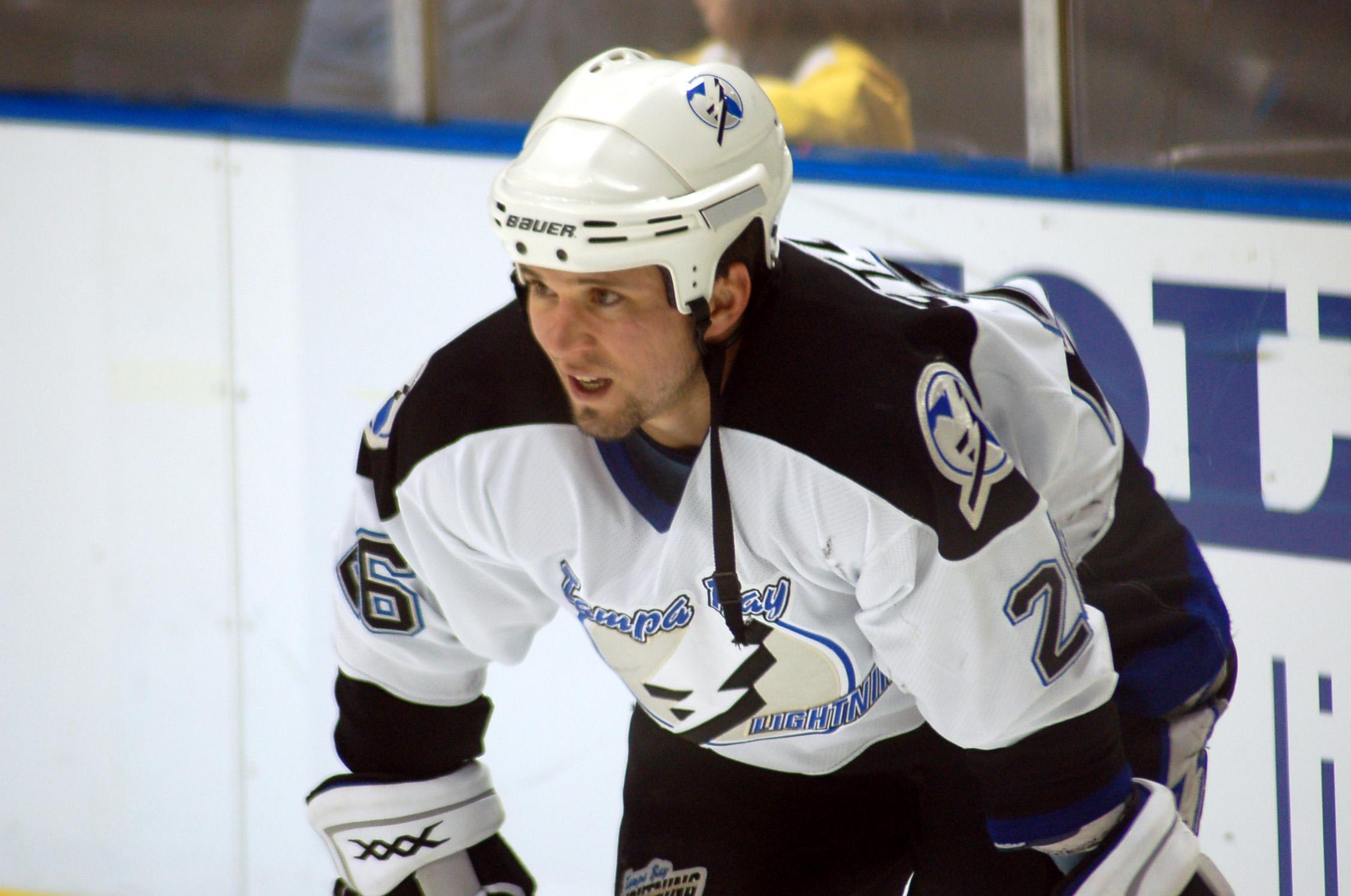
マーティン・セントルイス, 1回受賞

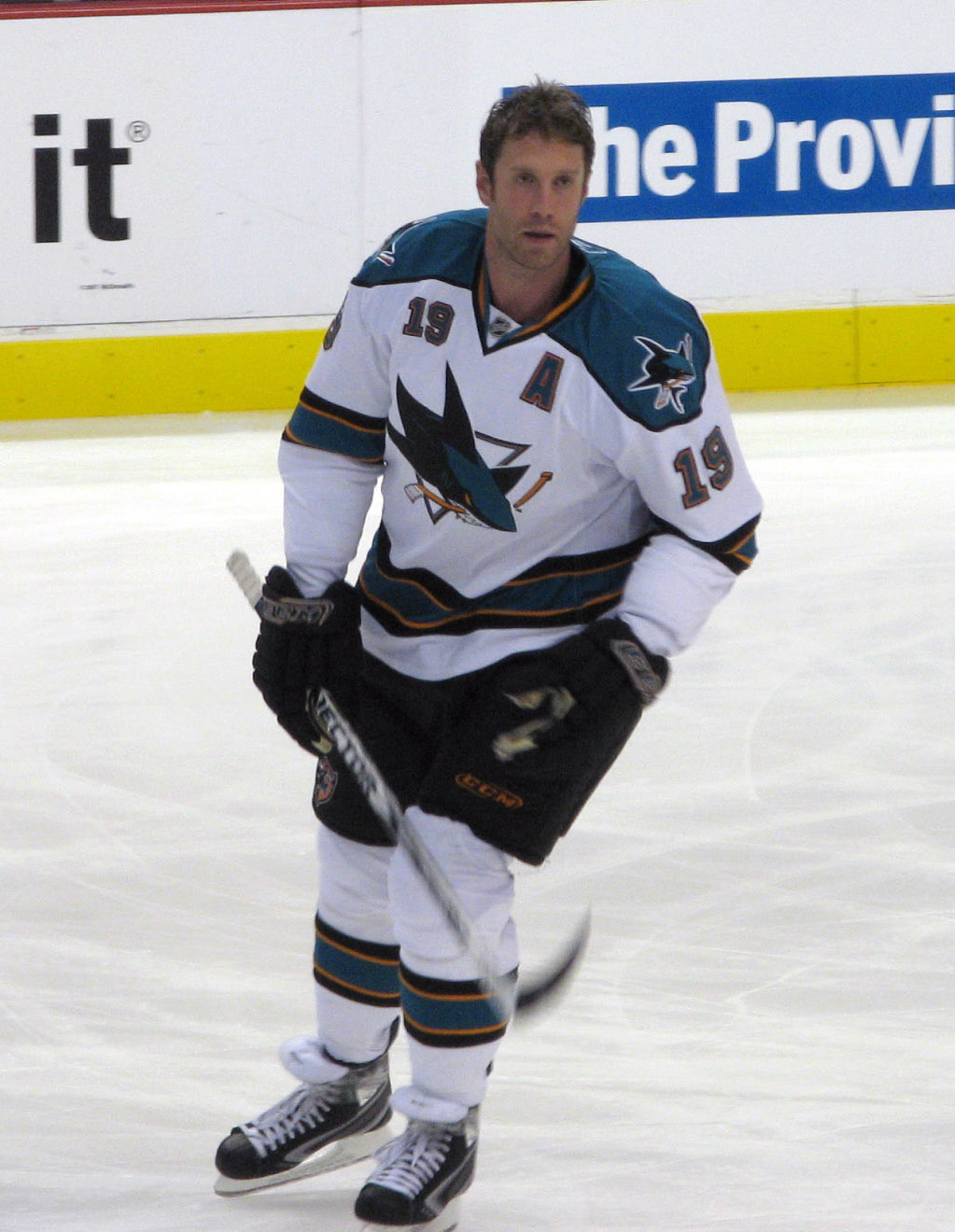
ジョー・ソーントン, 1回受賞

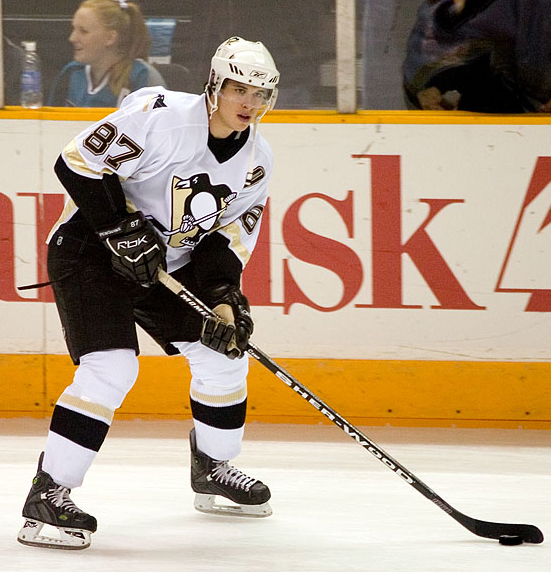
シドニー・クロスビー, 2回受賞

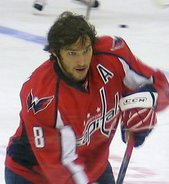
アレクサンドル・オベチキン, 3回受賞

| C | センター | LW | レフトウィング | D | ディフェンス | RW | ライトウィング | G | ゴールテンダー |

| シーズン  | 受賞者                                            | チーム                                      | ポジション | 受賞回数 |
| --------- | ------------------------------------------------- | ------------------------------------------- | ---------- | -------- |
| 1923–24   | フランク・ナイボル                                | オタワ・セネターズ                          | C          | 1        |
| 1924–25   | ビリー・バーチ                                    | ハミルトン・タイガース                      | C          | 1        |
| 1925–26   | ネルス・スチュワート                              | モントリオール・マルーンズ                  | C          | 1        |
| 1926–27   | ハーブ・ガーディナー                              | モントリオール・カナディアンズ              | D          | 1        |
| 1927–28   | ハウィー・モレンツ                                | モントリオール・カナディアンズ              | C          | 1        |
| 1928–29   | ロイ・ワーターズ                                  | ニューヨーク・アメリカンズ                  | G          | 1        |
| 1929–30   | ネルス・スチュワート                              | モントリオール・マルーンズ                  | C          | 2        |
| 1930–31   | ハウィー・モレンツ                                | モントリオール・カナディアンズ              | C          | 2        |
| 1931–32   | ハウィー・モレンツ                                | モントリオール・カナディアンズ              | C          | 3        |
| 1932–33   | エディ・ショア                                    | ボストン・ブルーインズ                      | D          | 1        |
| 1933–34   | オーレル・ジョリアット                            | モントリオール・カナディアンズ              | LW         | 1        |
| 1934–35   | エディ・ショア                                    | ボストン・ブルーインズ                      | D          | 2        |
| 1935–36   | エディ・ショア                                    | ボストン・ブルーインズ                      | D          | 3        |
| 1936–37   | ベイブ・シーベルト                                | モントリオール・カナディアンズ              | D          | 1        |
| 1937–38   | エディ・ショア                                    | ボストン・ブルーインズ                      | D          | 4        |
| 1938–39   | トー・ブレイク                                    | モントリオール・カナディアンズ              | LW         | 1        |
| 1939–40   | イービー・グッドフェロー                          | デトロイト・レッドウィングス                | D          | 1        |
| 1940–41   | ビル・カウリー                                    | ボストン・ブルーインズ                      | C          | 1        |
| 1941–42   | トミー・アンダーソン                              | ブルックリン・アメリカンズ                  | D          | 1        |
| 1942–43   | ビル・カウリー                                    | ボストン・ブルーインズ                      | C          | 2        |
| 1943–44   | ベイブ・プラット                                  | トロント・メープルリーフス                  | D          | 1        |
| 1944–45   | エルマー・ラック                                  | モントリオール・カナディアンズ              | C          | 1        |
| 1945–46   | マックス・ベントリー                              | シカゴ・ブラックホークス                    | C          | 1        |
| 1946–47   | モーリス・リシャール                              | モントリオール・カナディアンズ              | RW         | 1        |
| 1947–48   | バディ・オコナー                                  | ニューヨーク・レンジャース                  | C          | 1        |
| 1948–49   | シッド・エイベル                                  | デトロイト・レッドウィングス                | C          | 1        |
| 1949–50   | チャック・レイナー                                | ニューヨーク・レンジャース                  | G          | 1        |
| 1950–51   | ミルト・シュミット                                | ボストン・ブルーインズ                      | C          | 1        |
| 1951–52   | ゴーディ・ハウ                                    | デトロイト・レッドウィングス                | RW         | 1        |
| 1952–53   | ゴーディ・ハウ                                    | デトロイト・レッドウィングス                | RW         | 2        |
| 1953–54   | アル・ロリンズ                                    | シカゴ・ブラックホークス                    | G          | 1        |
| 1954–55   | テッド・ケネディ                                  | トロント・メープルリーフス                  | C          | 1        |
| 1955–56   | ジャン・ベリヴォー                                | モントリオール・カナディアンズ              | C          | 1        |
| 1956–57   | ゴーディ・ハウ                                    | デトロイト・レッドウィングス                | RW         | 3        |
| 1957–58   | ゴーディ・ハウ                                    | デトロイト・レッドウィングス                | RW         | 4        |
| 1958–59   | アンディ・バスゲイト                              | ニューヨーク・レンジャース                  | RW         | 1        |
| 1959–60   | ゴーディ・ハウ                                    | デトロイト・レッドウィングス                | RW         | 5        |
| 1960–61   | バーニー・ジョフリオン                            | モントリオール・カナディアンズ              | RW         | 1        |
| 1961–62   | ジャック・プラント                                | モントリオール・カナディアンズ              | G          | 1        |
| 1962–63   | ゴーディ・ハウ                                    | デトロイト・レッドウィングス                | RW         | 6        |
| 1963–64   | ジャン・ベリヴォー                                | モントリオール・カナディアンズ              | C          | 2        |
| 1964–65   | ボビー・ハル                                      | シカゴ・ブラックホークス                    | LW         | 1        |
| 1965–66   | ボビー・ハル                                      | シカゴ・ブラックホークス                    | LW         | 2        |
| 1966–67   | スタン・ミキタ                                    | シカゴ・ブラックホークス                    | C          | 1        |
| 1967–68   | スタン・ミキタ                                    | シカゴ・ブラックホークス                    | C          | 2        |
| 1968–69   | フィル・エスポジト                                | ボストン・ブルーインズ                      | C          | 1        |
| 1969–70   | ボビー・オア                                      | ボストン・ブルーインズ                      | D          | 1        |
| 1970–71   | ボビー・オア                                      | ボストン・ブルーインズ                      | D          | 2        |
| 1971–72   | ボビー・オア                                      | ボストン・ブルーインズ                      | D          | 3        |
| 1972–73   | ボビー・クラーク                                  | フィラデルフィア・フライヤーズ              | C          | 1        |
| 1973–74   | フィル・エスポジト                                | ボストン・ブルーインズ                      | C          | 2        |
| 1974–75   | ボビー・クラーク                                  | フィラデルフィア・フライヤーズ              | C          | 2        |
| 1975–76   | ボビー・クラーク                                  | フィラデルフィア・フライヤーズ              | C          | 3        |
| 1976–77   | ギイ・ラフレール                                  | モントリオール・カナディアンズ              | RW         | 1        |
| 1977–78   | ギイ・ラフレール                                  | モントリオール・カナディアンズ              | RW         | 2        |
| 1978–79   | ブライアン・トロティエ                            | ニューヨーク・アイランダーズ                | C          | 1        |
| 1979–80   | ウェイン・グレツキー                              | エドモントン・オイラーズ                    | C          | 1        |
| 1980–81   | ウェイン・グレツキー                              | エドモントン・オイラーズ                    | C          | 2        |
| 1981–82   | ウェイン・グレツキー                              | エドモントン・オイラーズ                    | C          | 3        |
| 1982–83   | ウェイン・グレツキー                              | エドモントン・オイラーズ                    | C          | 4        |
| 1983–84   | ウェイン・グレツキー                              | エドモントン・オイラーズ                    | C          | 5        |
| 1984–85   | ウェイン・グレツキー                              | エドモントン・オイラーズ                    | C          | 6        |
| 1985–86   | ウェイン・グレツキー                              | エドモントン・オイラーズ                    | C          | 7        |
| 1986–87   | ウェイン・グレツキー                              | エドモントン・オイラーズ                    | C          | 8        |
| 1987–88   | マリオ・ルミュー                                  | ピッツバーグ・ペンギンズ                    | C          | 1        |
| 1988–89   | ウェイン・グレツキー                              | ロサンゼルス・キングス                      | C          | 9        |
| 1989–90   | マーク・メシエ                                    | エドモントン・オイラーズ                    | C          | 1        |
| 1990–91   | ブレット・ハル                                    | セントルイス・ブルース                      | RW         | 1        |
| 1991–92   | マーク・メシエ                                    | ニューヨーク・レンジャース                  | C          | 2        |
| 1992–93   | マリオ・ルミュー                                  | ピッツバーグ・ペンギンズ                    | C          | 2        |
| 1993–94   | セルゲイ・フェドロフ                              | デトロイト・レッドウィングス                | C          | 1        |
| 1994–95   | エリック・リンドロス                              | フィラデルフィア・フライヤーズ              | C          | 1        |
| 1995–96   | マリオ・ルミュー                                  | ピッツバーグ・ペンギンズ                    | C          | 3        |
| 1996–97   | ドミニク・ハシェック                              | バッファロー・セイバーズ                    | G          | 1        |
| 1997–98   | ドミニク・ハシェック                              | バッファロー・セイバーズ                    | G          | 2        |
| 1998–99   | ヤロミール・ヤーガー                              | ピッツバーグ・ペンギンズ                    | RW         | 1        |
| 1999–2000 | クリス・プロンガー                                | セントルイス・ブルース                      | D          | 1        |
| 2000–01   | ジョー・サキック                                  | コロラド・アバランチ                        | C          | 1        |
| 2001–02   | ホセ・テオドレ                                    | モントリオール・カナディアンズ              | G          | 1        |
| 2002–03   | ピーター・フォースバーグ                          | コロラド・アバランチ                        | C          | 1        |
| 2003–04   | マーティン・セントルイス                          | タンパベイ・ライトニング                    | RW         | 1        |
| 2004–05   | 2004年から2005年のNHLロックアウトのため受賞者なし | -                                           | -          | -        |
| 2005–06   | ジョー・ソーントン                                | ボストン・ブルーインズ/サンノゼ・シャークス | C          | 1        |
| 2006–07   | シドニー・クロスビー                              | ピッツバーグ・ペンギンズ                    | C          | 1        |
| 2007–08   | アレキサンダー・オベチキン                        | ワシントン・キャピタルズ                    | LW         | 1        |
| 2008–09   | アレキサンダー・オベチキン                        | ワシントン・キャピタルズ                    | LW         | 2        |
| 2009–10   | ヘンリク・セディン                                | バンクーバー・カナックス                    | C          | 1        |
| 2010–11   | コリー・ペリー                                    | アナハイム・ダックス                        | RW         | 1        |
| 2011–12   | エフゲニー・マルキン                              | ピッツバーグ・ペンギンズ                    | C          | 1        |
| 2012–13   | アレキサンダー・オベチキン                        | ワシントン・キャピタルズ                    | LW         | 3        |
| 2013–14   | シドニー・クロスビー                              | ピッツバーグ・ペンギンズ                    | C          | 2        |
| 2014–15   | キャリー・プライス                                | モントリオール・カナディアンズ              | G          | 1        |
| 2015–16   | パトリック・ケイン                                | シカゴ・ブラックホークス                    | RW         | 1        |
| 2016–17   | コナー・マクデビッド                              | エドモントン・オイラーズ                    | C          | 1        |
| 2017–18   | テイラー・ホール                                  | ニュージャージー・デビルス                  | LW         | 1        |
| 2018–19   | ニキタ・クチェロフ                                | タンパベイ・ライトニング                    | RW         | 1        |
| 2019–20   | レオン・ドライザイトル                            | エドモントン・オイラーズ                    | C          | 1        |
| 2020–21   | コナー・マクデビッド                              | エドモントン・オイラーズ                    | C          | 2        |
| 2021–22   | オーストン・マシューズ                            | トロント・メープルリーフス                  | C          | 1        |
| 2022–23   | コナー・マクデビッド                              | エドモントン・オイラーズ                    | C          | 3        |
| 2023–24   | ネイサン・マッキノン                              | コロラド・アバランチ                        | C          |          |
| 2024–25   | コナー・ヘルバック                                | ウィニペグ・ジェッツ (2011-)                | G          |          |